# Jacinto Baca Jerez
Jacinto Baca Jerez (1 november 1944 - 9 november 1969) was een Nicaraguaans verzetsstrijder.
Baca Jerez was een commandant van de guerillabeweging FAR (Fuerzas Armadas Revolucionarias) die streed tegen het regime van generaal Somoza. Hij kwam om in het leven in Rota (Malpaisillo-León) tijdens een vuurgevecht met de politie.